# Gerard Kamper
Gerardus „Gerard“ Kamper (* 9. August 1950 in Koedijk oder Sint Pancras) ist ein ehemaliger niederländischer Radrennfahrer.

## Sportliche Laufbahn
Kamper war im Bahnradsport und im Straßenradsport aktiv. Er war Teilnehmer der Olympischen Sommerspiele 1972 in München. In der Mannschaftsverfolgung wurde der Bahnvierer der Niederlande mit Ad Dekkers, Gerard Kamper, Herman Ponsteen und Roy Schuiten auf dem 5. Platz klassiert.
Von 1974 bis 1977 startete er als Berufsfahrer im Radsportteam Frisol. Er gewann einige Kriterien in seiner Heimat. Die Tour de France fuhr er zweimal. 1975 wurde er 84. der Gesamtwertung, 1976 schied er aus.